# Neei
NEEI é o sexto álbum de estúdio de Masami Okui. Foi lançado em 23 de agosto de 2000 pela King Records e possui 14 faixas.

## Produção
O álbum teve gravações em Los Angeles, com participações de Steve Lukather, da banda Toto; e de Billy Sheehan, do Mr. Big. Lukather tocou guitarra em "M.M.Family" e "TURNING POINT (L.A version)", na qual Sheehan também tocou baixo. Sheehan repetiu a dose em "Sunrise Sunset".
Okui escreveu todas as letras e manteve a parceria com Toshiro Yabuki, sendo quase todas as músicas compostas pelo dupla.

## Recepção
O álbum ficou três semanas no Oricon Albums Chart, chegando à 11ª posição.

## Faixas
| N.º            | Título                                                                     | Letras         | Música              | Arranjo                   | Duração |  |
| 1.             | "Just do it (NEEI mix)"                                                    | M. Okui        | T. Yabuki           | T. Yabuki                 | 4:29    |  |
| 2.             | "M.M FAMILY"                                                               | M. Okui        | T. Yabuki           | T. Yabuki e Masato Yamada | 5:53    |  |
| 3.             | "CUTIE" (de Di Gi Charat Summer Special 2000)                              | M. Okui        | T. Yabuki           | T. Yabuki                 | 4:38    |  |
| 4.             | "TURNING POINT (L.A version)"                                              | M. Okui        | T. Yabuki           | T. Yabuki                 | 5:47    |  |
| 5.             | "Sunrise Sunset"                                                           | M. Okui        | M. Okui             | Itaru Watanabe            | 5:40    |  |
| 6.             | "OVER THE END"                                                             | M. Okui        | T. Yabuki           | T. Yabuki                 | 4:59    |  |
| 7.             | "Monogatari"                                                               | M. Okui        | T. Yabuki           | Hideki Sato               | 4:33    |  |
| 8.             | "CHAOS"                                                                    | M. Okui        | M. Okui             | H. Sato                   | 5:46    |  |
| 9.             | "Hoka ni Nani ga..."                                                       | M. Okui        | Tsutomu Ohira       | T. Ohira                  | 4:55    |  |
| 10.            | "Moon"                                                                     | M. Okui        | M. Okui             | H. Sato                   | 4:51    |  |
| 11.            | "Sore wa Totsuzen Yattekuru"                                               | M. Okui        | T. Yabuki           | T. Yabuki                 | 4:14    |  |
| 12.            | "Ajisai"                                                                   | M. Okui        | M. Okui             | T. Ohira                  | 5:24    |  |
| 13.            | "eternal promise (version 091)" (de Soreyuke! Uchuu Senkan Yamamoto Yohko) | M. Okui        | M. Okui e T. Yabuki | M. Okui                   | 4:55    |  |
| 14.            | "only one,No.1" (de Di Gi Charat)                                          | M. Okui        | T. Yabuki           | T. Yabuki                 | 3:53    |  |
| Duração total: | Duração total:                                                             | Duração total: | Duração total:      | Duração total:            | 69:57   |  |